# クリストファー・ハーディ
クリストファー・ハーディ（Christopher Hardy）は、1989年より日本に在住・活躍するアメリカ人打楽器奏者。アメリカ合衆国ミシガン大学音楽学部卒業。現在洗足学園音楽大学で講師も務めている。
アメリカ出身。1989年より日本を拠点に活躍。西洋打楽器の基礎をバックグランドに持ちつつ、中近東、北アフリカ、西アフリカやラテンの代表的打楽器であるハンドドラムのスペシャリストとして高い評価を得ている。その活動はルネッサンス音楽からジャズ、R&B、ロック、ポップス、ヒップホップ、現代～ワールドミュージックなどと広く通用する語法を備え、独自の打の創造に満ちたアプローチを織り成している。これまでSTING、吉井和哉、Ai、UA、ハムザ・エル・ディン、渡辺香津美、山下洋輔、本條秀太郎、林英哲、金徳朱、観世英夫、加藤和彦、寺尾聡、本田美奈子、遊佐未森、等と多くのトップ・アーティストと共演し、ジャンルを超えて幅広く活動している。 1989年から活動を続ける新谷祥子とのユニット「Chris & Shoko Percussion Duo」は世界に類を見ない新時代のパーカッション音楽のクリエイターとして多くの支持を得ている。
ビクターよりリリースされたソロCD・DVD「タッチ」をリリース、『月刊ステレオ』誌発表により最優秀録音賞第1位となり同時にアメリカ発売。
自身のプロデュースによるワールド・ミュージック・グループ「TGA」と「Tatopani」を率いての活動を始める。洗足学園大学客員教授。シルク・ドゥ・ソレイユ「ZED」のミュージシャンとしてステージに参加。CD・DVD制作、演劇、朗読劇、フィルム音楽などにも積極的に取り組み、創作的なサウンドを展開している。